# Лондонская фондовая биржа
Ло́ндонская фо́ндовая би́ржа (англ. London Stock Exchange, сокращённо LSE) — одна из крупнейших и старейших бирж Европы и один из наиболее известных мировых рынков ценных бумаг.
Официально основана в 1801 году, однако фактически её история началась в 1571-м, когда королевский финансовый агент и советник Томас Грешем построил Королевскую биржу на собственные деньги. Лондонская биржа сама является акционерным обществом, её акции на ней же и обращаются.

## История
Королевская биржа была основана английским финансистом Томасом Грешемом и сэром Ричардом Клафом по образцу Биржи Антверпена. Биржа была открыта Елизаветой I в 1571 году. За 200 лет своего существования (вплоть до 1773 года) Королевская биржа объединила 800 дилеров и 2,7 тысяч брокеров.
В XVII веке маклеров не допускали на Королевскую биржу по сословно-этическим соображениям. Они собирались в заведениях, расположенных рядом с биржей, в частности в кофейном доме Джонатана. Именно здесь в 1698 году маклер по имени Джон Кастен несколько раз в неделю начал вывешивать список с ценами на некоторые товары (такие как соль, уголь, бумага) и обменные курсы. Эта деятельность позже была перенесена в кофейный дом Гаррауэя. Публичные торги в этот период проводились до тех пор, пока горела сальная свеча; они были известны как аукционы «по дюйму свечи». По мере увеличения числа акционерных компаний и роста торговли акциями, королевский двор также начал привлекать деньги через ценные бумаги. Это самые ранние свидетельства организованной торговли рыночными ценными бумагами в Лондоне.
В 1666 году здание Королевской биржи было разрушено во время Великого лондонского пожара. Оно было перестроено и восстановлено в 1669 году. Это был отход от прежней сословной модели и шаг к современной фондовой бирже.
В Королевской бирже размещались не только брокеры, но и маклеры, и товары. Это было рождением регулируемого фондового рынка, у которого возникли проблемы с нелицензированными брокерами. Чтобы регулировать их деятельность, в 1697 году парламент принял закон, который налагал серьёзные наказания, как финансовые, так и физические, на тех, кто занимается брокерской деятельностью без лицензии. Он также установил фиксированное количество брокеров (100), но позже оно было увеличено по мере роста числа и размера сделок. Это ограничение привело к нескольким проблемам, одна из которых заключалась в том, что трейдеры начали покидать Королевскую биржу либо по собственному решению, либо в результате изгнания, и начали торговать на улице Лондона, которую начали называть «Обменный переулок»: она была удобно расположена рядом с Банком Англии. Парламент попытался регулировать это запретом неофициальным торговцам заходить на Обменный переулок. В результате этого в 1773 году брокеры решили построить собственное здание. 18 мая 1801 года началось строительство новой биржи, которую называли «Новый Джонатан». Позднее участники торгов переименовали её в «Фондовую биржу». А здание Королевской биржи было снова разрушено пожаром в 1838 году. Его отстроили заново к 1844 году. В 1923 году Королевская биржа была официально упразднена. В её здании находится торговый центр класса люкс с ресторанами, магазинами и офисами.
В первые годы работы биржи не существовало чёткого набора правил для торговли. Лишь в феврале 1812 года парламентский Комитет общего назначения (General Purpose Committee) утвердил ряд рекомендаций, которые впоследствии легли в основу первого систематизированного свода правил биржи. Благодаря новым правительственным законам и увеличению объёма торгов биржа постепенно становилась общепризнанной частью финансовой жизни города. Несмотря на непрерывную критику со стороны газет и общественности, правительство использовало организованный рынок, чтобы собрать огромную сумму денег, необходимую для войн против Наполеона.
К июню 1853 года как участвующие члены, так и брокеры занимали очень много места, поэтому здание биржи было переполнено. В результате руководство решило, что биржа нуждается в новом здании. Главным архитектором был выбран Томас Алласон. В 1854 году биржа переехала в новое более просторное здание. В 1878 году на Лондонской фондовой бирже появился первый телефон. К 1901 году на бирже торговались более 3 тысяч акций различных компаний.
Во время Первой мировой войны в период с 1914 по 1915 годы Лондонская фондовая биржа не функционировала.
Она была закрыта с конца июля 1914 года. Биржа должна была открыться 4 января 1915 года с ограничениями: все транзакции должны были осуществляться только наличными. Из-за ограничений и проблем в торговле, почти тысяча членов покинула биржу в период с 1914 по 1918 год. В 1923 году биржа получила собственный герб с девизом «Dictum Meum Pactum».
1 сентября 1939 года в преддверии Второй мировой войны Лондонская фондовая биржа была закрыта «до особого распоряжения». Биржу открыли спустя шесть дней — 7 сентября. В ночь на 29 декабря 1940 года произошел один из крупнейших пожаров в истории Лондона. Большую часть сделок на бирже начали проводить по телефону. В этот период здание биржи было разрушено немецкой ракетой. Торги временно перенесли в подвал, позже здание восстановили. В 1972 году завершили строительство Биржевой башни. Постепенно шёл процесс автоматизация биржевой торговли.
В 1991 году было зарегистрировано торговое название «Лондонская фондовая биржа» (The London Stock Exchange). Помимо названия изменилась структура и принципы управления биржи.
В 2007 году Лондонская фондовая биржа объединилась с Итальянской фондовой биржей Borsa Italiana. В 2010 году биржа разместила часть своих акций на Шанхайской фондовой бирже. В 2016 Лондонская и Шанхайская фондовые биржи решили объединить торговые площадки.
В 2022 году в связи с российским вторжением на Украину Лондонская биржа остановила торги депозитарными расписками некоторых российских компаний, а индексный провайдер FTSE Russell с 7 марта исключил бумаги российских компаний из всех рассчитываемых им фондовых индексов.

## Рынок акций
Рынок акций на лондонской бирже делится на:
- основной (англ. main, official), куда допускаются компании отвечающие требованиям Управления по финансовому регулированию и надзору Великобритании (англ. The Financial Conduct Authority (FCA) );
- альтернативный (англ. Alternative Investments Market, AIM), с менее жесткими требованиями, предназначенный для молодых, по большей части инновационных компаний.

Лондонская фондовая биржа считается самой интернациональной — на неё приходится около 50 процентов международной торговли акциями. В 2004 году там имели листинг 340 иностранных компаний из 60 стран мира, а объём торгов акциями иностранных эмитентов составлял $ 2229 млрд. Всего же на территории Соединённого Королевства располагаются 22 фондовые биржи (самые крупные из которых — в Лондоне, Ливерпуле, Глазго и Бирмингеме).
На бирже осуществляются торги акциями (чаще в виде депозитарных расписок) ряда известных российских компаний, в том числе «Роснефть», «Лукойл», «Черкизово», «Евраз» и др. В 2005 году на LSE были запущены фьючерсы и опционы на индекс РТС (объёмы торгов по этим контрактам составляют соответственно 3 млрд руб. и 700 млн руб. в день). В октябре 2006 года биржа запустила новый индекс FTSE Russia, рассчитываемый в зависимости от изменения цен десяти наиболее ликвидных депозитарных расписок российских компаний, торгуемых на LSE.
Самый популярный индекс Лондонской фондовой биржи — FTSE 100 Financial Times Stock Exchange Index. Изначально он был совместным проектом газеты Financial Times и Лондонской фондовой биржи. В 1995 году индекс перешёл во владение дочерней компании Лондонской биржи — FTSE Group. FTSE 100 рассчитывается с 3 января 1984 года.

## Слияния
3 мая 2000 года было объявлено, что Лондонская фондовая биржа сливается с Deutsche Börse; однако сделка сорвалась.
В 2004 году биржа повторно отклонила предложение о слиянии с Deutsche Boerse, а в 2005 году — с австралийским банком Macquarie bank.
В 2006 году Лондонская биржа отклонила предложение о поглощении американской Nasdaq.
В 2007 году биржа объявила о приобретении полного контроля над Миланской фондовой биржей.
В 2009 году Лондонская фондовая биржа приобрела Turquoise (TQ), панъевропейский MTF.
В 2017 году антимонопольный комитет Еврокомиссии вынес решение по планам Лондонской и Франкфуртской бирж об объединении. Глава комитета Маргрет Вестагер заявила, что Еврокомиссия приняла решение заблокировать слияние двух бирж, поскольку «слияние может привести к образованию фактической монополии на ряде рынков, а одной из целей комиссии является обеспечение того, чтобы слияние не вредило конкуренции».

## Основные функции
- Организация и регулирование центрального рынка ценных бумаг в Великобритании[14].
- Организация и регулирование рынка международных акций на LSE[14].
- Определение механизма листинга в Великобритании[14].
- Определение фондовых индексов FTSE совместно с газетой Financial Times[14].
- Создание возможностей для привлечения капитала[14].

## Условия листинга
Процедура листинга Лондонской фондовой биржи предусматривает для компании раскрытие оговоренной коммерческой, финансовой и управленческой информации, а также соответствие следующим условиям:
- Рыночная капитализация не менее 700 000 фунтов стерлингов.
- Выпущенные акции должны быть свободно обращающимися.
- Как минимум 25 % акций должны принадлежать акционерам, не являющимся директорами организации.
- Ни один из акционеров не должен иметь более 30 % голосов.

## Происшествия
- Во время Второй мировой войны в здание биржи попала немецкая ракета, после чего торги были временно перенесены в подвал[14].
- 19 октября 1987 года («черный понедельник») индекс FTSE 100 упал более чем на 30 %, сократив капитализацию рынка на £63 млрд и положив начало новому мировому экономическому кризису, продлившемуся до начала 1990-х годов[14].
- 20 июля 1990 года в мужских туалетах за галереей посетителей взорвалась бомба, заложенная Временной ирландской республиканской армией. В результате взрыва в 23-этажном здании на Треднидл-стрит образовалась дыра, и на улицу обрушился дождь из стекла и бетона. За 30 минут до взрыва человек, утверждавший, что он член ИРА, сообщил агентству Рейтер о минировании здания. Район уже был эвакуирован, и никто не пострадал[38]. Представители полиции заявили, что если бы не было предупреждение, человеческие жертвы были бы очень высокими[39][40].
- 5 апреля 2000 года торги были полностью парализованы почти на восемь часов из-за сбоя в работе электронной системы. Убытки оценили в несколько миллионов фунтов. Тем не менее снижение ведущего индекса FTSE 100 составило лишь 0,74 %[14].

- Здание биржи на площади Патерностер в Лондоне (справа)
- Информационные экраны с текущей информацией о ходе биржевых торгов
- Студия «прямого эфира» в здании биржи